# Igreja de São Lourenço (Sandhurst)

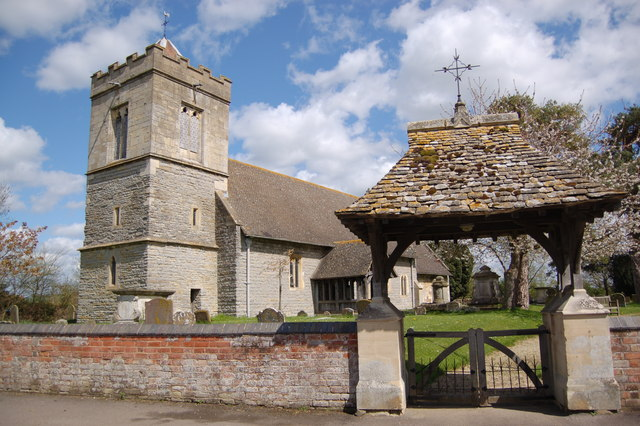
Igreja de São Lourenço, em Sandhurst

A Igreja de São Lourenço é uma igreja da Igreja da Inglaterra listada como Grau II * em Sandhurst, Gloucestershire.
Anterior ao século XIX, foi reconstruída com um design projectado por Thomas Fulljames em 1857-58.